# Johannes Urzidil

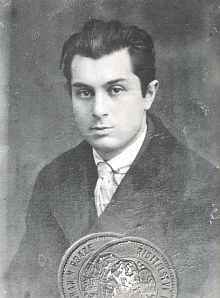
Johannes Urzidil

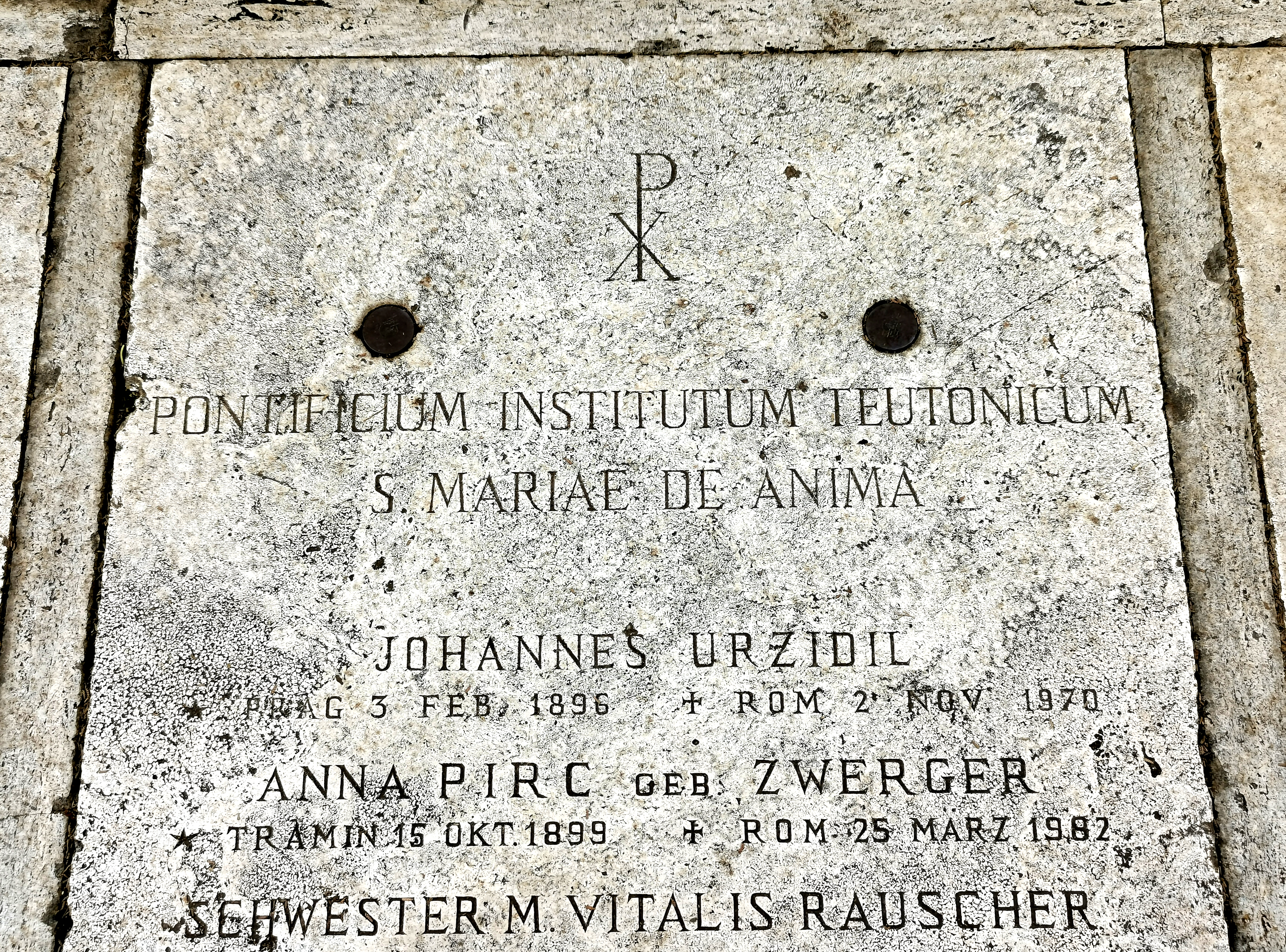
Grab auf dem Campo Santo Teutonico, Rom

Johannes Urzidil (* 3. Februar 1896 in Prag, Österreich-Ungarn; † 2. November 1970 in Rom) war ein deutschböhmisch-amerikanischer Schriftsteller, Kulturhistoriker und Journalist. Er war ein bedeutender Vertreter der Prager deutschen Literatur.

## Herkunft und Leben
Johannes Urzidils Vater Josef Uržidil entstammte einer katholischen deutschböhmischen Familie und wurde in Schippin (Šipín) bei Konstantinsbad als Sohn des dortigen Lehrers geboren. Ein Urgroßvater Urzidils väterlicherseits war Arzt im Dienste der Herrschaftsbesitzer von Weseritz, der Fürsten zu Löwenstein-Wertheim-Rochefort. Als Eisenbahningenieur wurde Urzidils Vater nach Prag versetzt.
Johannes Urzidils Mutter Elise, geborene Metzeles, verwitwete Steinitz, war eine gebürtige Pragerin, konvertierte vor der Hochzeit mit Urzidils Vater vom Judentum zum Katholizismus und hatte bereits sieben Kinder aus ihrer ersten Ehe; sie starb kurz vor Urzidils viertem Geburtstag. Der deutschnationale Vater heiratete im Jahre 1903 Marie Mostbeck, eine nationalbewusste Tschechin; diese Ehe blieb kinderlos. Hier deuten sich viele Themen und Problemstellungen an, die Urzidils späteres schriftstellerisches Schaffen prägen sollten.
Noch während der Schulzeit veröffentlichte Urzidil 1913 unter dem Pseudonym „Hans Elmar“ seine ersten Gedichte im Prager Tagblatt, bald darauf – er sprach von klein auf neben Deutsch auch fließend Tschechisch – folgten Übersetzungen von Gedichten des tschechischen Lyrikers Otokar Březina. In dieser Zeit befreundete Urzidil sich auch mit Literaten wie Max Brod, Franz Kafka, Felix Weltsch, Paul Kornfeld, Franz Werfel und Ludwig Winder und war Stammgast im Café Arco, dem Treffpunkt des Prager Kreises. Daneben pflegte Urzidil ebenso enge Freundschaften mit tschechischen Schriftstellern und Künstlern wie Petr Bezruč, Jan Zrzavý und den Brüdern Josef und Karel Čapek.

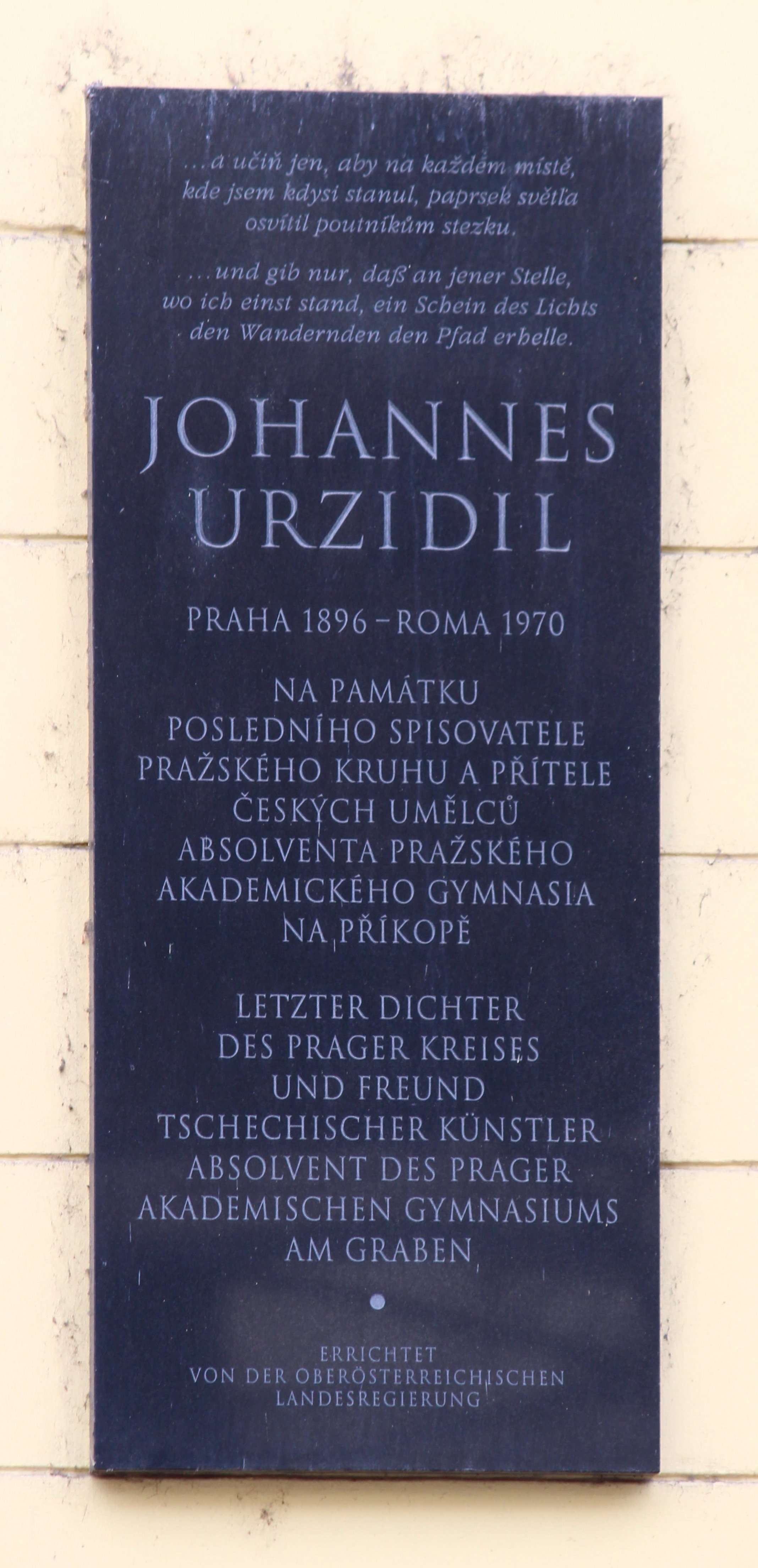
Gedenktafel für Johannes Urzidil, Prag, Na příkopě 16 (ehemalig Deutsches Staatsgymnasium)

Von 1914 bis 1918 studierte Urzidil an der deutschen Karl-Ferdinands-Universität in Prag Germanistik (u. a. bei August Sauer), Slawistik und Kunstgeschichte (mit kurzer Unterbrechung durch seinen Kriegsdienst im Jahre 1916). Nach Ende des Ersten Weltkriegs wurde Urzidil im November 1918 Übersetzer am deutschen Generalkonsulat (ab 1919: Botschaft) in Prag und war von 1918 bis 1939 als Korrespondent des Prager Tagblatts, ab 1921 für den Berliner Börsen-Courier, ab 1922 noch für das Wolffsche Telegraphenbureau sowie ab 1923 auch noch für die Prager Bohemia tätig. In Berichten des deutschen Gesandten Walter Koch Ende der 1920er Jahre wurde er als „Pressechef“ der Gesandtschaft geführt. Der expressionistisch geprägte Gedichtband Sturz der Verdammten, 1919 in der renommierten Reihe Der jüngste Tag des Kurt Wolff Verlages in Leipzig erschienen, war Urzidils erstes Buch.
Kurz nach dem Tod des Vaters heiratete Urzidil im Jahr 1922 Gertrude Thieberger (1898–1977), aus einer jüdischen Gelehrtenfamilie stammend und selbst Lyrikerin. In demselben Jahr wurde Urzidil zum Pressebeirat der Deutschen Botschaft in Prag ernannt.
In der Zeit der Ersten Tschechoslowakischen Republik veröffentlichte Johannes Urzidil neben literarischen Texten zahlreiche Aufsätze und Artikel zu Literatur, Kunst, Geschichte und Tagespolitik. So schrieb er z. B. 1925 für den Katalog einer Ausstellung Jan Zrzavýs in Herwarth Waldens Galerie „Der Sturm“ eine ausführliche Würdigung dessen Werks. 1930 kam sein Gedichtband Die Stimme heraus und 1932 die erste Fassung seiner umfangreichen Studie Goethe in Böhmen, deren zweite, stark überarbeitete und erweiterte Fassung 1962 erschien.
1933, nach Hitlers Machtübernahme, wurde Urzidil als so genannter „Nichtarier“ aus dem diplomatischen Dienst des Deutschen Reiches entlassen, auch seine Korrespondententätigkeit für die deutsche Presse musste er einstellen. Die folgenden Jahre verbrachten Urzidil und seine Frau zum Teil in Josefsthal (Josefův Důl) bei Glöckelberg im Böhmerwald. In diesen Jahren erschienen seine bedeutende kunsthistorische Monographie Wenceslaus Hollar. Der Kupferstecher des Barock (1936) sowie seine Essaysammlung Zeitgenössische Maler der Tschechen: Čapek, Filla, Justitz, Špála, Zrzavý (1936).
Im Juni 1939, drei Monate nach dem Einmarsch deutscher Truppen in Prag, gelang es Urzidil – der nach den Nürnberger Gesetzen wegen seiner jüdischen Frau nicht als „Halbjude“, sondern selbst als „Jude“ galt – und seiner Frau, den deutschen Machtbereich zu verlassen; über Italien kamen sie, großzügig unterstützt von der britischen Schriftstellerin Bryher, nach England, wo Urzidil in Kontakt zur tschechoslowakischen Exil-Regierung unter Edvard Beneš stand. Es war erneut Bryher, die dem Ehepaar Urzidil dann im Jahre 1941 die Übersiedlung in die USA ermöglichte, wo sie in beengten materiellen Verhältnissen in New York leben mussten. Urzidil begann nebenher als Lederkunsthandwerker zu arbeiten; aus dieser Tätigkeit gingen später seine Essays über das Handwerk hervor. Von Amerika aus stand er im brieflichen Kontakt mit dem ins Londoner Exil emigrierten Prager deutschen Schriftsteller Rudolf Fuchs (Dichter), der bis zu seinem Tod an dem „Deutschen Almanach aus der Čechoslovakei“ arbeitete und dafür um Texte von anderen aus der Tschechoslowakei emigrierten Schriftstellern bat. Urzidil steuerte zu diesem Almanach den mit Blick auf ein humanistisches Nachkriegseuropa geschriebenen Beitrag: „Überlieferung und Zukunft des böhmischen Menschen“ bei, der erst vor wenigen Jahren von einem Literaturwissenschaftler in einem Prager Archiv gefunden wurde.
Nach dem Krieg arbeitete Urzidil seit 1951 für die Österreich-Abteilung des Senders Voice of America, wodurch er finanziell abgesichert war. Im Jahre 1955 veröffentlichte er zwei Bücher, die 1945 schon in New York publizierte Erzählung Der Trauermantel über Adalbert Stifter sowie die Übersetzung des Gedichtbandes By Avon River von Bryhers Lebensgefährtin, der amerikanischen Avantgarde-Lyrikerin H. D. Ein Jahr später, 1956, erschien der Erzählband Die verlorene Geliebte, der Urzidils Ruf als der „große Troubadour jenes für immer versunkenen Prag“ (Max Brod) begründete. Urzidil selbst bezeichnete sich gern als „hinternational“, d. h. hinter den Nationen stehend. Er war, als Katholik von weltläufigem Christentum und als Freimaurer von tiefer Humanität, jeglichem Nationalismus abhold. Mit alten Prager Freunden wie Max Brod, dem zionistischen Philosophen Felix Weltsch und Hugo Bergman blieb er bei einigen Aufenthalten in Israel durch Besuche verbunden.
Die Heimatstadt Prag ist auch der Ort seines zweiten besonders bekannt gewordenen Buches Prager Triptychon (1960). In der Erzählung hatte Urzidil seine ihm gemäße Form gefunden, in der Folge erschien nun alle zwei Jahre ein neuer Band – Das Elefantenblatt (1962), Entführung und sieben andere Ereignisse (1964), Die erbeuteten Frauen (1966), Bist du es, Ronald? (1968) und postum Die letzte Tombola (1971). Urzidil schildert präzise zumeist seine böhmische Heimat oder sein Exilland USA und erweist sich mit Stilmitteln wie Ironie, doppelbödigem Humor oder dem Changieren zwischen verschiedenen Stilen und Genres als Autor der klassischen Moderne, ohne die Vorbilder Goethe und Stifter jedoch zu vergessen. Urzidils einziger Roman, Das große Halleluja (1959), ist der Montagetechnik verpflichtet und bietet ein vielgestaltiges Panorama der USA.
Daneben schrieb Urzidil eine große Zahl von Artikeln und Essays, oft über böhmische Themen (z. B. Die Tschechen und Slowaken, 1960) oder über Schriftsteller, die ihm nahestanden (v. a. Goethe, Stifter, Kafka, aber auch Henry David Thoreau und Walt Whitman). Zu seinem Erfolg trugen auch die regelmäßigen Vortragsreisen bei. Auf einer solchen ist Urzidil am 2. November 1970 in Rom gestorben, wo er auf dem Campo Santo Teutonico begraben wurde.

## Nachleben
Urzidil geriet im deutschen und tschechischen Sprachraum bald nach seinem Tode in beinahe völlige Vergessenheit, im Gegensatz etwa zu Italien und Frankreich. Nach der politischen Wende 1989 wurde er in Tschechien, also in seiner böhmischen Heimat, wiederentdeckt, was sich neben etlichen Übersetzungen ins Tschechische auch in der Gründung der Společnost Johannese Urzidila (Johannes-Urzidil-Gesellschaft) im Jahre 2005 zeigt. Wissenschaftliche Konferenzen zu Urzidil fanden 1984 in Rom, 1995 in Prag und 2010 in Ústí nad Labem statt.

## Auszeichnungen und Mitgliedschaften
- 1957 Charles-Veillon-Preis
- 1958 korrespondierenden Mitglied des Adalbert-Stifter-Instituts des Landes Oberösterreich in Linz
- 1961 Verleihung des Berufstitels Professor
- 1962 korrespondierendes Mitglied der Deutschen Akademie für Sprache und Dichtung in Darmstadt
- 1964 Großer Österreichischer Staatspreis für Literatur
- 1964 Literaturpreis der Stadt Köln

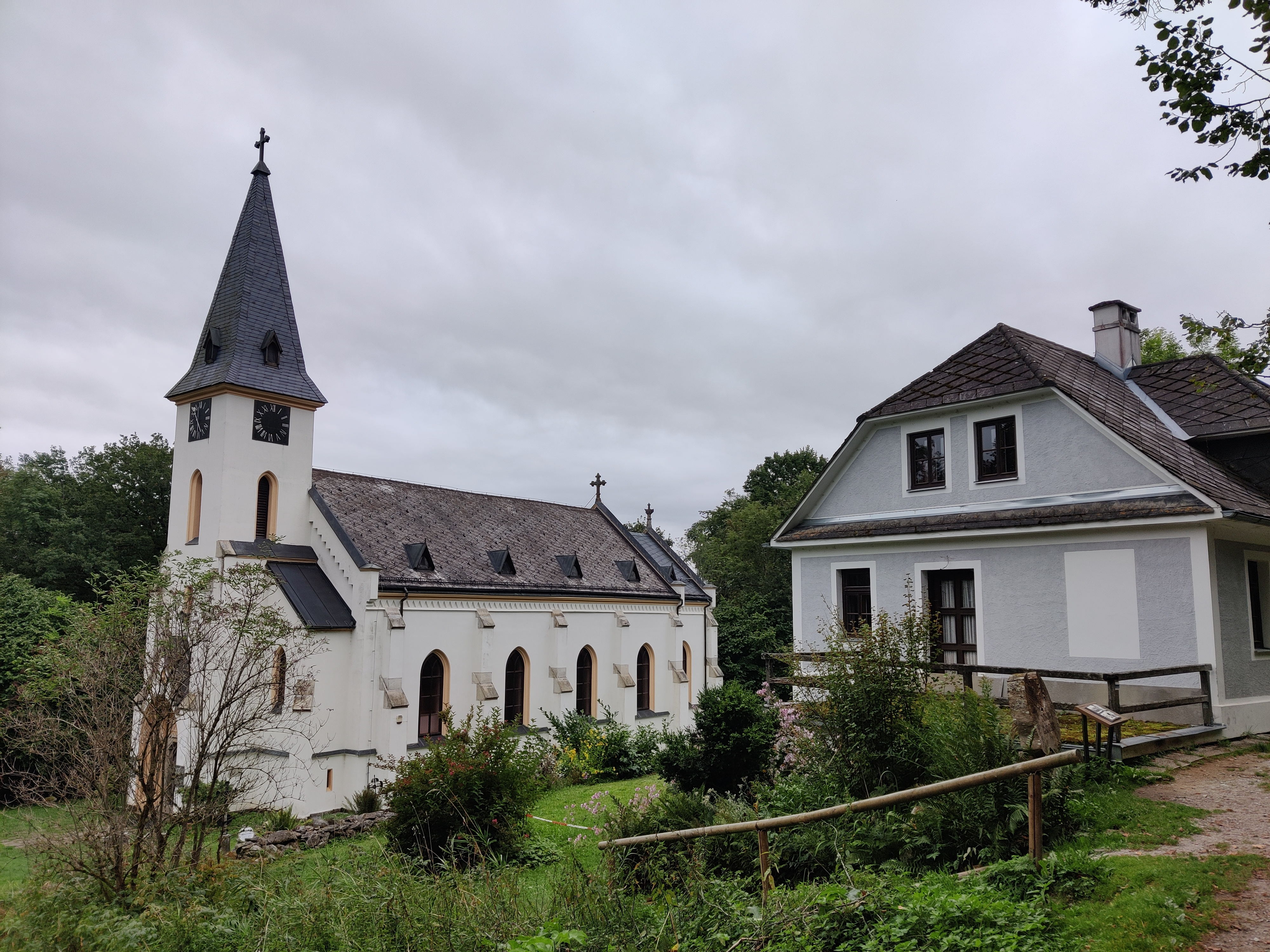
Urzidil-Museum in Zvonková im ehemaligen Pfarrhaus (rechts)

- 1966 Andreas-Gryphius-Preis

## Urzidil-Museum
Die Společnost Johannese Urzidila hat im Frühjahr 2006 in Zvonková (Glöckelberg) im Böhmerwald ein Urzidil-Museum eingerichtet.

## Asteroid „Urzidil“
Die tschechischen Astronomen Jana Tichá und Miloš Tichý vom Kleť-Observatorium (bei Český Krumlov (Krumau)) haben einen von ihnen 1999 entdeckten Asteroiden nach dem Schriftsteller „70679 Urzidil“ benannt.

## Werke
- Sturz der Verdammten. Gedichte. Wolff, Leipzig 1919 (= Der Jüngste Tag. 65).
- Die Stimme. Gedichte. Lyrische Flugblätter des Kartells Lyrischer Autoren und des Bundes Deutscher Lyriker, Berlin 1930. (= Die Anthologie. 8).
- Goethe in Böhmen. Monographie. Epstein, Wien/Leipzig 1932;
stark erweiterte und überarbeitete Ausgabe: Artemis, Zürich/Stuttgart 1962.
- Wenceslaus Hollar. Der Kupferstecher des Barock. Unter Mitarbeit von Franz Sprinzels (Monographie) Wien/Leipzig, Passer 1936.
- Zeitgenössische Maler der Tschechen: Čapek, Filla, Justitz, Špála, Zrzavý. Essays. Wawra / Forum, Bratislava (Preßburg) 1936 DNB 362395667.
- Hollar, a Czech émigré in England. Monographie. Übersetzt von Paul Selver, Czechoslovak, London 1942.
- Der Trauermantel. Erzählung. Krause, New York 1945.
- Über das Handwerk. Essay. Agis, Krefeld 1954.
- Die verlorene Geliebte. Erzählungen. Langen Müller, München 1956; als Taschenbuch: Ullstein, Frankfurt am Main 1982, ISBN 3-548-20190-3.
- Die Memnonssäule. Gedichte. Bergland, Wien 1957.
- Denkwürdigkeiten von Gibacht. Erzählung. Langen Müller, München 1958.
- Das Glück der Gegenwart. Goethes Amerikabild. Essay. Artemis, Zürich/Stuttgart 1958.
- Das große Halleluja. Roman. Langen Müller, München 1959.
- Prager Triptychon. Erzählungen. Langen Müller, München 1960.
- Das Elefantenblatt. Erzählungen. Langen Müller, München 1962.
- Geschenke des Lebens. Textauswahl. Hg. und mit einer Einleitung v. Ernst Schönwiese. Stiasny, Graz/Wien 1962.
- Amerika und die Antike. Essay. Artemis, Zürich 1964.
- Entführung und sieben andere Ereignisse. Erzählungen. Artemis, Zürich 1964.
- Da geht Kafka. Essays. Artemis, Zürich/Stuttgart 1965; erweiterte Ausgabe: München, dtv 1966. (= dtv. 390.)
- Literatur als schöpferische Verantwortung. Essay. Artemis, Zürich / Stuttgart 1965.
- Die erbeuteten Frauen. Sieben dramatische Geschichten. Erzählungen. Artemis, Zürich/Stuttgart 1966. Neuausgabe im Elsinor Verlag, Coesfeld 2013.[11][12]
- Prag als geistiger Ausgangspunkt. Festansprache vom 21. 10. 1965 anläßlich des 80. Geburtstages von Erich von Kahler. Essay. Leo Baeck Institute, New York 1966.
- Der lebendige Anteil des jüdischen Prag an der neueren deutschen Literatur. Essay. In: Bulletin des Leo Baeck Institute. Leo Baeck Institute, Tel Aviv 1967. S. 267–297.
- Bist du es, Ronald? Erzählungen. Artemis, Zürich 1968.
- Väterliches aus Prag und Handwerkliches aus New York. Autobiographische Texte. Artemis, Zürich 1969.
- Die letzte Tombola. Erzählungen. Artemis, Zürich / Stuttgart 1971.
- Morgen fahr' ich heim. Böhmische Erzählungen. Erzählungen. Nachwort v. Heinz Politzer. Langen Müller, München 1971.
- Bekenntnisse eines Pedanten. Erzählungen und Essays aus dem autobiographischen Nachlaß. Autobiographische Texte und Essays. Mit einem Vorwort von Hansres Jacobi und einer Bibliographie der Werke Urzidils von Věra Macháčková-Riegerová. Artemis, Zürich/München 1972, ISBN 3-7608-0306-7.
- Život s českými malíři. Vzájemná korrespondence s Janem Zrzavým. Vzpomínky – texty – dokumenty. (Briefe, Essays und Dokumente, zum Teil tschechisch, zum Teil deutsch.) Hg. von Vladimír Musil. Übersetzt von V.M. und Milada Urbanová. Fraktál, Horní Planá/Oberplan 2003, ISBN 80-902860-0-3.
- Ferdinand Peroutka und Johannes Urzidil: O české a německé kultuře. Gespräche. Hg. v. Jaromir Loužil u. a. Dokořan/Maj, Prag 2008, ISBN 978-80-7363-098-0.
- HinterNational – Johannes Urzidil. Ein Lesebuch von Klaus Johann und Vera Schneider. Mit einer CD mit Tondokumenten. Deutsches Kulturforum östliches Europa, Potsdam 2010, ISBN 978-3-936168-55-6. (Kurzbeschreibung, Inhaltsverzeichnis, Register, über 40 Rezensionen zum Buch)[13]

Übersetzungen ins Deutsche
- Edvard Beneš: Masaryks Weg und Vermächtnis. Rede am Sarge des Präsidenten-Befreiers 21. September 1937. Orbis, Prag 1937.
- Jaroslav Papoušek: Dr. Edvard Beneš. Sein Leben. Orbis, Prag 1937 (= Gedanke und Tat. 4).
- H. D.: Avon (Originaltitel: By Avon River). Suhrkamp, Berlin / Frankfurt am Main 1955 (= Tausenddrucke, Band 1 – DNB 450045269).

Bibliographie
- Detaillierte und annotierte Bibliographie sämtlicher publizierter Texte